# Esecutore oltre la legge
Esecutore oltre la legge è un film del 1974 diretto da Georges Lautner.

## Trama
Nizza. Lo scrittore François incontra sulla spiaggia la bella Peggy, donna dal passato misterioso, e si innamora quasi istantaneamente di lei. La donna però ha uno strano rapporto con il facoltoso avvocato Rilson, che prima consiglia François di lasciar perdere la donna, e quindi decide di passare a metodi più spicci, facendolo malmenare da uno dei suoi uomini. Ma François non ha intenzione di abbandonare Peggy, perlomeno finché non avrà saputo tutta la verità sul suo passato.